# ABA 2 Liga 2018-2019
La ABA 2 Liga 2018-2019 è stata la 2ª edizione della ABA 2 Liga, il secondo livello della Lega Adriatica. La vittoria finale è stata ad appannaggio degli sloveni del Primorska che hanno ottenuto il diritto a partecipare alla Lega Adriatica 2019-2020.

## Squadre partecipanti
Serbia
- Borac Čačak
- Dynamic Belgrado
- Vršac

 Slovenia
- Helios Domžale
- Primorska
- Rogaška

 Bosnia ed Erzegovina
- Spars Sarajevo
- Zrinjski Mostar

 Montenegro
- Lovćen Cetinje
- Sutjeska Nikšić

 Croazia
- Spalato

 Macedonia del Nord
- MZT Skopje

## Regular season
|  | Qualificate per la Final four                             |
|  | Perde il diritto di partecipare alla ABA 2 Liga 2019-2020 |

|     | Squadra          | G  | V  | P  | PF   | PS   | Diff. | P.ti |
| --- | ---------------- | -- | -- | -- | ---- | ---- | ----- | ---- |
| 1.  | Primorska        | 22 | 20 | 2  | 1867 | 1521 | +346  | 42   |
| 2.  | Spars Sarajevo   | 22 | 16 | 6  | 1641 | 1578 | +63   | 38   |
| 3.  | MZT Skopje       | 22 | 15 | 7  | 1899 | 1758 | +141  | 37   |
| 4.  | Borac Čačak      | 22 | 13 | 9  | 1757 | 1690 | +67   | 35   |
| 5.  | Dynamic Belgrado | 22 | 12 | 10 | 1776 | 1727 | +49   | 34   |
| 6.  | Sutjeska Nikšić  | 22 | 12 | 10 | 1769 | 1803 | -34   | 34   |
| 7.  | Lovćen Cetinje   | 22 | 11 | 11 | 1715 | 1688 | +27   | 33   |
| 8.  | Spalato          | 22 | 10 | 12 | 1711 | 1712 | -1    | 32   |
| 9.  | Zrinjski Mostar  | 22 | 8  | 14 | 1713 | 1815 | -102  | 30   |
| 10. | Rogaška          | 22 | 7  | 15 | 1726 | 1785 | -59   | 29   |
| 11. | Helios Domžale   | 22 | 7  | 15 | 1642 | 1772 | -130  | 29   |
| 12. | Vršac            | 22 | 1  | 21 | 1728 | 2095 | -367  | 23   |

## Final four

### Tabellone
|  | Semifinali | Semifinali     | Semifinali |            |   | Finale    | Finale | Finale |  |
|  |            |                |            |            |   |           |        |        |  |
|  | 1          | Primorska      | 2          |            |   |           |        |        |  |
|  | 1          | Primorska      | 2          |            |   |           |        |        |  |
|  | 4          | Borac Čačak    | 0          |            |   |           |        |        |  |
|  | 4          | Borac Čačak    | 0          |            | 1 | Primorska | 3      |        |  |
|  |            |                |            |            | 1 | Primorska | 3      |        |  |
|  |            |                | 3          | MZT Skopje | 0 |           |        |        |  |
|  | 2          | Spars Sarajevo | 3          | MZT Skopje | 0 | 0         |        |        |  |
|  | 2          | Spars Sarajevo |            |            |   |           |        |        |  |
|  | 3          | MZT Skopje     | 2          |            |   |           |        |        |  |

### Semifinali
| Squadra 1      | Totale | Squadra 2           | Gara 1 | Gara 2 | Gara 3 |
| -------------- | ------ | ------------------- | ------ | ------ | ------ |
| Sixt Primorska | 2 - 0  | Borac Čačak         | 78-59  | 73-69  | -      |
| Spars Sarajevo | 0 - 2  | MZT Skopje Aerodrom | 70-71  | 70-84  | -      |

### Finale
| Squadra 1      | Totale | Squadra 2           | Gara 1 | Gara 2 | Gara 3 | Gara 4 | Gara 5 |
| -------------- | ------ | ------------------- | ------ | ------ | ------ | ------ | ------ |
| Sixt Primorska | 3 - 0  | MZT Skopje Aerodrom | 93-71  | 95-72  | 66-61  | -      | -      |

| Promossa in Lega Adriatica 2019-2020 |
| ------------------------------------ |
| Primorska 1º titolo                  |

## Spareggio retrocessione/promozione
| Squadra 1 | Totale | Squadra 2           | Gara 1 | Gara 2 | Gara 3 |
| --------- | ------ | ------------------- | ------ | ------ | ------ |
| Zadar     | 2-1    | MZT Skopje Aerodrom | 83-89  | 78-77  | 86-75  |

## Squadra vincitrice
|    | Naz.                   | Ruolo | Sportivo              | Anno | Alt. | Peso |  |
| -- | ---------------------- | ----- | --------------------- | ---- | ---- | ---- |  |
| 1  | Slovenia (bandiera)    | G     | Tadej Ferme           | 1991 | 186  | 78   |  |
| 2  | Stati Uniti (bandiera) | P     | Corin Henry           | 1988 | 180  | 77   |  |
| 3  | Stati Uniti (bandiera) | AP    | Lance Harris          | 1984 | 196  | 95   |  |
| 6  | Croazia (bandiera)     | C     | Marjan Čakarun        | 1990 | 204  | 103  |  |
| 11 | Slovenia (bandiera)    | AG    | Jan Kosi              | 1996 | 204  | 91   |  |
| 12 | Slovenia (bandiera)    | A     | Nejc Zupan            | 1996 | 201  |      |  |
| 17 | Serbia (bandiera)      | C     | Ivan Marinković       | 1993 | 208  |      |  |
| 20 | Slovenia (bandiera)    | G     | Alen Hodžić           | 1992 | 191  |      |  |
| 21 | Serbia (bandiera)      | AG    | Marko Jagodić-Kuridža | 1987 | 205  | 104  |  |
| 22 | Slovenia (bandiera)    | PG    | Daniel Vujasinović    | 1989 | 182  | 82   |  |
| 31 | Slovenia (bandiera)    | P     | Žan Mark Šiško        | 1997 | 189  | 78   |  |
| 37 | Slovenia (bandiera)    | PG    | Gregor Glas           | 2001 | 190  |      |  |
| 44 | Slovenia (bandiera)    | G     | Luka Vončina          | 1991 | 193  | 88   |  |
| 55 | Slovenia (bandiera)    | A     | Jakob Čebašek         | 1991 | 200  | 102  |  |
|    | Slovenia (bandiera)    | ALL   | Jurica Golemac        |      |      |      |  |

## Premi e riconoscimenti
- ABA 2 Liga Finals MVP:  Marko Jagodić-Kuridža,  Primorska[1]